# Got Your Back
"Got Your Back" é uma canção do rapper americano T.I. A canção apresenta a cantora americana de R&B Keri Hilson. Sucedido pelos singles de rua "I'm Back" e "Yeah Ya Know (Takers)", "Got Your Back" serve como o primeiro single oficial fora do próximo álbum de estúdio de TI, King Uncaged e pode ser encontrado como faixa bônus na  mixtape de TI antes do álbum, Fuck a Mixtape.

## Desempenho nas Paradas
| Parada (2009)                         | Melhor Posição |
| ------------------------------------- | -------------- |
| Canadian Hot 100                      | 48             |
| Alemanha (Deutsche Trend)             | 6              |
| Irlanda (IRMA)                        | 33             |
| UK R&B Chart                          | 19             |
| UK Singles Chart                      | 45             |
| EUA Billboard Hot 100                 | 38             |
| EUA Hot R&B/Hip-Hop Songs (Billboard) | 10             |
| EUA Rap Songs (Billboard)             | 5              |